# Championnats du monde de nage en eau libre
Les Championnats du monde de nage en eau libre étaient une compétition mondiale de nage en eau libre organisée tous les deux ans par la World Aquatics.
Les derniers championnats du monde de nage en eau libre ont eu lieu en 2010. Les titres mondiaux de cette discipline sont désormais uniquement attribués à l'occasion des championnats du monde de natation.

## Histoire
La nage en eau libre intègre le programme des championnats du monde de natation lors de l'édition 1991. Lors des éditions 1991 et 1994, seul le 25 km était disputé, auquel s'est ajouté le 5 km en 1998.
Les championnats du monde de nage en eau libre sont créés en 2000. Ils se déroulaient les années paires en alternance avec les championnats du monde de natation. Les titres mondiaux étaient donc remis en jeu chaque année de 2000 jusqu'à la suppression du championnat en 2010. Durant cette période, 6 épreuves sont organisées, les 3 mêmes pour les hommes et pour les femmes : le 5 km, le 10 km et le 25 km.
Depuis 2011, les titres mondiaux sont disputés uniquement à l'occasion des championnats du monde de natation. Une épreuve par équipes mixtes fait son apparition en 2011. Les épreuves de 25 km sont retirées des championnats de 2023 en raison du faible nombre de participants et des frais de financement.

## Records
L'Allemand Thomas Lurz a remporté 10 médailles (6 en or, 2 en argent et 2 en bronze). Avec 15 médailles, la Néerlandaise Edith van Dijk est la femme la plus médaillée aux championnats du monde (6 en or, 5 en argent et 4 en bronze).

## Éditions
| Lieu                       | Championnats du monde de nage en eau libre | Année |
| -------------------------- | ------------------------------------------ | ----- |
| Perth, Australie           | Ier édition                                | 1991  |
| Rome, Italie               | IIe édition                                | 1994  |
| Perth, Australie           | IIIe édition                               | 1998  |
| Honolulu, États-Unis       | IVe édition                                | 2000  |
| Fukuoka, Japon             | Ve édition                                 | 2001  |
| Charm el-Cheikh, Égypte    | VIe édition                                | 2002  |
| Barcelone, Espagne         | VIIe édition                               | 2003  |
| Dubaï, Émirats arabes unis | VIIIe édition                              | 2004  |
| Montréal, Canada           | IXe édition                                | 2005  |
| Naples, Italie             | Xe édition                                 | 2006  |
| Melbourne, Australie       | XIe édition                                | 2007  |
| Séville, Espagne           | XIIe édition                               | 2008  |
| Rome, Italie               | XIIIe édition                              | 2009  |
| Roberval, Canada           | XIVe édition                               | 2010  |
| Shanghai, Chine            | XVe édition                                | 2011  |
| Barcelone, Espagne         | XVIe édition                               | 2013  |
| Kazan, Russie              | XVIIe édition                              | 2015  |
| Budapest, Hongrie          | XVIIIe édition                             | 2017  |
| Gwangju, Corée du Sud      | XIXe édition                               | 2019  |
| - Budapest, Hongrie        | XXe édition                                | 2022  |
| Fukuoka, Japon             | XXIe édition                               | 2023  |